# Еднополов секс
Еднополов секс се нарича сексуалният акт между двама души от един и същи пол. Еднополовият секс не е определящ за сексуалността на сексуалните партньори, те могат да хомосексуални или бисексуални, или дори хетеросексуални (виж ситуационна хомосексуалност).
В условия на ограничени контакти с хора от другия пол (пансиони, затвори), често се случва еднополов секс да се осъществи между лица, които иначе са хетеросексуални и в нормална среда не биха търсили подобен вид полов контакт. В по-консервативните общества много хора, които регулярно търсят и практикуват еднополов секс, въпреки това се определят като хетеросексуални. Това е особено характерно за мачистките култури, където еднополовият секс се възприема единствено като средство за доставяне на сексуално удоволствие и като случайна проява на хиперсексуалност, а не на алтернативна сексуална ориентация.
По начина на протичане на сексуалния акт и по сексуални практики, еднополовият и разнополовият секс са почти еднакви. Единствената разлика е гениталният контакт – при единия вид секс той се осъществява между идентични, а при другия – между разновидови гениталии.

## Между мъже
Сексуалният контакт между мъже може да включва целувки, петинг, фелацио, мастурбация, аналингус, фингъринг, анално проникване, псевдопроникване, фрот, фистинг.
Мастурбацията може да е взаимна (всеки стимулира пениса на другия) или съвместна (всеки стимулира собствения си пенис). Т.нар. фрот също е вид мастурбация, при която двата полови члена се обхващат с ръка, притиснати един към друг.
Противно на обществения хетеростереотип, сексът между мъже не включва задължително анално проникване.
При аналния секс (не само при хомосексуалните), в зависимост от приетата сексуална роля, единият партньор е активен (проникващ), а другият – пасивен (приемащ). Активен е партньорът, който осъществява аналното проникване чрез половия си член, а пасивен е който го приема. По време на акта е допустима смяната на ролята.
Псевдопроникването е често практикувано между мъжете. Този метод на задоволяване се среща и по хомоеротични изображения върху древногръцки вази. Той представлява полагане на пениса на единия партньор между притиснатите бедра на другия. При това действие членът на единия разтрива перинеума и тестисите на другия.
Фистингът между мъже се практикува изключително рядко и е част най-вече от садо-мазо културата.
Секс между мъже, който не включва проникване, понякога се нарича Ванила секс. Често от сексуалния контакт се изключва дори и фелациото. Това се нарича безопасен секс (safe sex), тъй като е по-слаба опасността от заразяване с полово предавани болести.
В различните култури съществува различно отношение към еднополовия секс между мъже. Според изследване на Клелън С. Форд и Франк А. Бийч в ок. 1/3 от изследваните от тях над 70 древни общества и култури еднополовите сексуални практики между мъже са редки, отсъстват или са тайни. В останалите 2/3 подобни контакти са се практикували по-свободно или са били интегрирани в обществото. В областите на културно влияние на авраамическите религии например подобни актове са приемани традиционно отрицателно. Основната причина е в прокреативната (репродуктивната) им несъстоятелност, тъй като те не водят до продължение на вида. Често хомосексуалните са обект на подигравки, тормоз и преследване. (вж. Хомофобия)

## Между жени
Сексуалният контакт между жени може да включва: целувки, петинг, фингъринг, вагинално или анално проникване с различни предмети (пр. вибратор, изкуствен пенис и пр.), кунилингус, аналингус, трибадизъм, фистинг.

## Законови полcожения
В някои законодателства и държави, определени сексуални действия, характерни за еднополовия секс, са били или все още са забранявани, ограничавани или наказуеми. Пример за това са т.нар. закони против содомията, които забраняват осъществяването на анален секс. Тези закони са повлияни от религията (християнство, ислям) и са особено характерни за англосаксонската правна система и за шериатското право.